# Giuseppe Biscossa
Giuseppe Biscossa (* 13. März 1920 in Lugano, Kanton Tessin; † 28. Januar 1995 in Massagno) war ein italienischsprachiger Schweizer Journalist und Schriftsteller.

## Leben
Giuseppe Biscossa absolvierte das Gymnasium (Liceo cantonale) in Lugano. Danach studierte er Italienische Literatur und Philosophie an der Universität Freiburg und an der Università Cattolica di Milano, wo er 1946 mit der Promotion abschloss.
Von 1947 bis 1965 war er für die Tessiner Tageszeitung Giornale del Popolo tätig, danach als Chefredaktor für Il Lavoro. Seit 1970 war er freier Journalist und Italienischlehrer an Tessiner Gymnasien.

## Werke

### Poesie
- Avventura in Europa, Lugano 1952

### Prosa
- Primavera in Portogallo, Lugano 1955
- Favola ’56. Dal reattore alla vela, Lugano 1957
- Pelle d’Africa, Lugano 1958
- La primavera come impermeabile, 1959
- Giappone dei vivi, Mailand 1961
- Saluti da..., Genf 1961
- Quattro passi in America, Lugano 1962
- Rotta del Canguro. Impressioni di viaggio, Lugano 1968
- Albarella. La Stella e la Rete, Chiasso 1973
- Istruttoria su Caterina, 1981
- Seme di stella, 1982
- Nicoletta, 1983
- La ragazza delle stelle, Lugano 1987

### Essays, Sachbücher
- Storia della poetica di Francesco Chiesa, Como 1946
- Hans Binz, Agno 1977
- Adriano Bozzolo. L’argilla e la musica, Caslano 1990
- Giuseppe Maggi. Una vita per la speranza dell’Africa. Dadò, Locarno 1994, ISBN 978-88-85115-93-4.

### Theater
- Candida luna, Bellinzona 1951
- La diga, Mailand 1952
- L’ora undecima, Lugano 1954
- Gabriella e il Marziano, Mailand 1957
- Il pastore, Lugano 1963
- Teatro per l’etere, Mailand 1986

### Übersetzungen
- Ursula Meier-Hirschi: Mestieri di sogno. Silva, Zürich 1972 (deutscher Titel: Traumberufe)